# 田村第

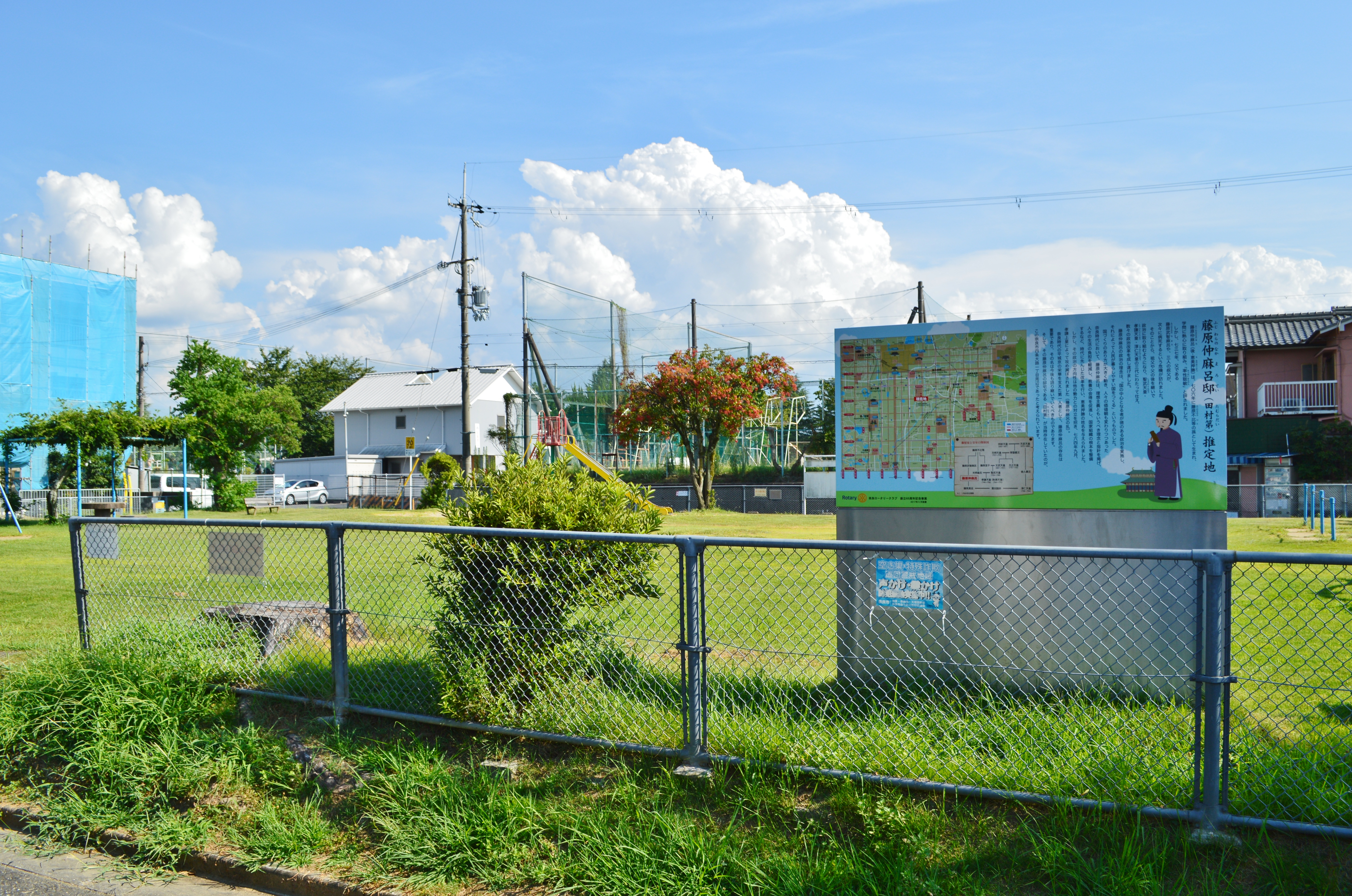
田村第跡 推定地

田村第（たむらてい/たむらのてい/たむらのだい）は、平城京左京4条2坊の東半分にあったと推定されている藤原南家の邸宅。太政大臣になった藤原仲麻呂が居住していたことで知られている。

## 概要
天平勝宝4年（752年）に東大寺で開かれた大仏の開眼供養に赴いた孝謙天皇が、その帰りに仲麻呂の田村第を訪れたことが、『続日本紀』に記されている。その後、仲麻呂は邸内に住まわせていた大炊王を天皇の位につけることに成功（淳仁天皇）し、ここは淳仁天皇の離宮に準じて扱われて、田村宮とも称された。
藤原仲麻呂の乱後、一時接収されて「田村旧宮」として利用されていたが、桓武天皇の時代には仲麻呂の甥にあたる藤原是公に返還され、桓武天皇が行幸したことが『続日本紀』に記されている。平安時代の延喜2年（902年）に作成された聖武天皇以来の東大寺領とされている田村所に関する太政官符の中で、田村所の土地の場所とともにここが田村第の跡地の並びにあったことが記されており、所在地を推定することが出来る。なお、現在地とみられている奈良市四条大路付近からは古代の邸宅の遺構が発掘されており、田村第との関係が指摘されている。
なお『続日本紀』延暦元年（782年）11月19日条によれば、「田村後宮」には今木大神が祀られていたことが知られる。この「田村後宮」は田村第の後身と見られるが、今木神の創祀時期は明らかでない。のちに今木神は平安京遷都に伴って山城国に遷され、現在の平野神社（京都府京都市）の主祭神となっている。